# Nihon Sandai Jitsuroku
El Nihon Sandai Jitsuroku (日本三代実録, La verdadera historia de los tres reinados de Japón), abreviado como Sandai Jitsuroku, es un texto oficial de la historia de Japón. Completado en el 901, es el sexto y último texto de la serie Seis Historias Nacionales. Cubre los años 858-887.

## Antecedentes
Siguiendo la historia nacional anterior, el Nihon Montoku Tennō Jitsuroku (879), el emperador Uda ordenó la compilación de los años desde entonces. Fue compilado por Fujiwara no Tokihira, Sugawara no Michizane, Urakura no Yoshiyuki y Mimune no Masahira. El texto se completó en el 901.

## Contenido
Escrito en estilo Kanbun y contenido en cincuenta volúmenes, el contenido abarca un período de treinta años desde el 858 hasta el 887 correspondiente a tres reinados imperiales: Seiwa, Yōzei y Kōkō. Contiene muchos edictos imperiales y es más detallado en comparación con los textos anteriores. Particularmente famosa es una descripción de Ariwara no Narihira. Las partes de los volúmenes 15, 19 y 48 están incompletas.
También se describe un terremoto en julio de 869 y un tsunami que inundó las llanuras del noreste de Japón: «El mar pronto se precipitó hacia las aldeas y pueblos, abrumando unos pocos cientos de kilómetros de tierra a lo largo de la costa. Casi no había tiempo para escapar, aunque había botes y el terreno elevado justo delante de ellos. De esta manera, alrededor de 1000 personas murieron». Estas fueron las mismas llanuras que quedaron sumergidas en el terremoto y tsunami de Tōhoku de 2011, según una cuenta. El análisis de los sedimentos dejados por el tsunami del 869 condujo a una estimación de que el terremoto tuvo una magnitud de 8,3.

## Fin de las Historias Nacionales
El Nihon Sandai Jitsuroku es el texto final de la serie Seis Historias Nacionales. En el 936, se estableció una oficina de historia nacional (撰国史所) para mantener las historias nacionales existentes, así como para continuar con su compilación. Un nuevo texto, el Shinkokushi, fue comenzado. Sin embargo, se mantuvo en forma de borrador y nunca se completó. La disminución del poder de la institución Ritsuryō se cita como una causa.